# 在庫
在庫（ざいこ）とは、企業・商店などが加工や販売するために保有する原材料・仕掛品・製品あるいは商品などの財貨を指す。
会計用語としては、棚卸資産（たなおろししさん）という。
通常の販売目的で保有する棚卸資産は
- 取得原価（切放法適用の場合は帳簿価額）
- 決算時の正味売却価額

のうち、低いほうの額を決算時の帳簿価額とする。
トレーディング目的で保有する棚卸資産は時価法で評価する。
評価方法として、次のような方法がある。
- 個別法
- 先入先出法
- 総平均法
- 移動平均法
- 売価還元法

## 経営における在庫
製造業においては、ほぼ無条件で悪とされる。在庫分だけ資金が滞留しているが、その資金は金利をかけて調達したものなのである。
在庫を極限まで減らす経営は
- リーン生産方式（およびそのもととなったカンバン方式）
- デル・モデル

の二種類あり、いずれも製造業の究極の理想とされている。
しかしながら、需要の急激な変化や生産過程における異常な消費(内部不良など)、供給元の不慮の災害、搬送品の滞留（港湾ストなど）などによる生産停止が現実に起きており、これらのリスクを回避するために安全在庫の積み増しが行われる。
この在庫をいかに金額的に低く抑えつつ、高効率でリスク回避を達成させるかなどの判断基準としてABC分析などの経営手法が適用される。
こうした在庫の中には、需要変動や設計変更などにより過剰在庫となり、果ては不移動在庫として会計処理され廃棄されるものも出てくる。
流通業においては在庫は必ずしも悪とされていない。セブン&アイ・ホールディングスの鈴木敏文は、何よりも販売機会損失を恐れる。それが在庫品切れによるものならば、在庫を切らすほうが絶対的な悪である。鈴木の影響下にない企業（例えばジョイフル本田）などでも似たような発想をする企業は多い。